# (1536) Pielinen
(1536) Pielinen – planetoida z pasa głównego asteroid okrążająca Słońce w ciągu 3 lat i 100 dni w średniej odległości 2,2 au. Została odkryta 18 września 1939 roku w Obserwatorium Iso-Heikkilä w Turku przez Yrjö Väisälä. Nazwa planetoidy pochodzi od Pielinen, jeziora w Finlandii. Przed nadaniem nazwy planetoida nosiła oznaczenie tymczasowe (1536) 1939 SE.